# Yo (Excuse Me Miss)
Yo (Excuse Me Miss) ist ein Lied des US-amerikanischen Musikers Chris Brown. Es erschien am 16. November 2005 als zweite Singleauskopplung aus seinem nach ihm selbst benannten Debütalbum. Nach seiner Veröffentlichung erreichte der Titel in den Billboard Hot 100 Platz sieben, in Deutschland rangierte er zeitweise auf Position 56. Das Lied gewann 2006 einen BET Awards, das dazugehörige Musikvideo war zudem als „Best R&B Video“ für einen MTV Video Music Award nominiert.

## Hintergrund
Das Lied wurde von Johnta Austin, Andre Harris, Vidal Davis geschrieben, wobei Harris und Davis unter dem Künstlernamen Dre & Vidal auch als Produzenten fungierten. Die beiden zeichneten in dieser Form auch schon bei anderen Liedern Browns verantwortlich, so zum Beispiel bei „Poppin’“ und „Hold Up“.

## Musikvideo
Das Video wurde zusammen von Erik White und Chris Brown gedreht. Das Video beginnt mit einer Szene, in der ein Mädchen die Aufmerksamkeit Browns auf sich zieht. Er folgt dieser Person und deren Freundinnen schließlich zu einem Basketballfeld, auf dem Weg ist er durchgehend tanzend zu sehen. Später sieht man Brown und das Mädchen in einem Auto, wie er zu ihr singt, als sie versucht, ihn zu küssen. Er gibt ihr anschließend seine Handynummer, bevor am Ende des Clips weitere Tanzsequenzen zu sehen sind. Zudem hört man zu Beginn Liedes die Melodie von Browns Titel „Gimme That“, am Ende wird sogar der erste Vers dieses Liedes gespielt. Die Musiker und/oder Schauspieler Trey Songz, Lil’ JJ und DeRay Davis haben allesamt Gastauftritte in dem Clip, welcher außerdem auf das Video zu Michael Jacksons Musikstück „The Way You Make Me Feel“ Bezug nimmt.

## Rezeption

### Kritiken
Bill Lamb schrieb in seiner Rezension, dass „Yo (Excuse Me Miss)“ deutlich ruhiger als sein Vorgänger „Run It!“ sei, wobei das Lied zudem ein dem „klassischen Teenipop“ entspreche. Er prognostizierte für die Single außerdem eine höhere Platzierung in den Popmusik-Charts der USA. Ein anderer Rezensent war der Meinung, dass Brown mithilfe des Titels jetzt auch seine Qualitäten als ernstzunehmender R&B-Sänger zeige, die zuvor nicht wirklich deutlich geworden seien.

### Auszeichnungen und Nominierungen
Das Lied gewann 2006 bei den BET Awards in der Kategorie „Viewer’s Choice“ einen Preis. Bei den MTV Video Music Awards 2006 schlug man den Titel in der Kategorie „Best R&B Video“ vor, den Award erhielten damals jedoch Beyoncé Knowles und Slim Thug für das Lied „Check on It“. Bei den Soul Train Music Awards 2007 nominierte man „Yo (Excuse Me Miss)“ ebenfalls, diesmal in der Kategorie „Best R&B/Soul Single, Male“. Die Auszeichnung ging jedoch an John Legend („Save Room“).

## Kommerzieller Erfolg

### Chartplatzierungen
In den Billboard Hot 100 stieg das Lied im Dezember auf Platz 89 ein und erreichte in der darauffolgenden Woche bereits Position 71. Nach insgesamt fünf Wochen stand es auf Rang 30, ehe es im Februar seine Höchstposition erlangte, welche sie, bei zwischenzeitlicher Unterbrechung, insgesamt drei Wochen lang hielt.
| ChartsChartplatzierungen       | Höchstplatzierung | Wochen |
| ------------------------------ | ----------------- | ------ |
| Deutschland (GfK)              | 56 (8 Wo.)        | 8      |
| Schweiz (IFPI)                 | 34 (11 Wo.)       | 11     |
| Vereinigte Staaten (Billboard) | 7 (21 Wo.)        | 21     |
| Vereinigtes Königreich (OCC)   | 13 (10 Wo.)       | 10     |

| ChartsJahrescharts (2006)      | Platzierung |
| ------------------------------ | ----------- |
| Vereinigte Staaten (Billboard) | 44          |

### Auszeichnungen für Musikverkäufe
| Land/Region                  | Auszeichnungen für Musikverkäufe (Land/Region, Auszeichnung, Verkäufe) | Verkäufe  |
| ---------------------------- | ---------------------------------------------------------------------- | --------- |
| Australien (ARIA)            | Platin                                                                 | 70.000    |
| Brasilien (PMB)              | Platin                                                                 | 60.000    |
| Neuseeland (RMNZ)            | 3× Platin                                                              | 90.000    |
| Vereinigte Staaten (RIAA)    | 2× Platin (Single) · + Platin (Mastertone)                             | 3.000.000 |
| Vereinigtes Königreich (BPI) | Platin                                                                 | 600.000   |
| Insgesamt                    | 9× Platin ·                                                            | 3.820.000 |

Hauptartikel: Chris Brown (Sänger)/Auszeichnungen für Musikverkäufe